# Јохан Рудолф Торбеке
Јохан Рудолф Торбеке (хол. Johan Rudolph Thorbecke; Зволе, 14. јануар 1798 — Хаг, 4. јун 1872) је био холандски државник, који се сматра једним од најважнијих политичара Холандије 19. века. Он је 1848. године написао нацрт холандског устава, који је минимализовао моћ монарха и повисио важност парламента.